# Israel en Egipto
Israel en Egipto (Israel in Egypt, HWV 54) es un oratorio bíblico del compositor Georg Friedrich Händel. Muchos historiadores creen que el libreto fue recopilado por Charles Jennens, colaborador de Händel, y que fue compuesto completamente a partir de pasajes seleccionados de la Biblia, principalmente el "Éxodo" y del "Libro de los salmos".
La obra fue estrenada en Londres, en el King's Theatre en Haymarket el 4 de abril de 1739. Händel lo comenzó poco después de la cancelación de la temporada de ópera en el teatro debido a la carencia de suscriptores. El oratorio no fue bien recibido por el público, aunque fue elogiado por el Daily Post, y la segunda representación fue acortada. La parte coral principal ha sido aumentada actualmente con arias italianas.
Una primera versión de la pieza tuvo tres partes, en lugar de las dos partes que tuvo la pieza posterior; incorporando al principio la famosa "The ways of Zion do Mourn" (Los caminos de Sion están de duelo), con alteraciones de texto como "The Sons of Israel do Mourn" (Los hijos de Israel están de duelo) lamentando la muerte de José. Esta sección precede al Éxodo que en la versión tripartita es la segunda parte en lugar de la primera. Esta variante ha sido grabada por Andrew Parrott y Stephen Cleobury.